# Connerville
Connerville es un lugar designado por el censo ubicado en el condado de Johnston en el estado estadounidense de Oklahoma. En el Censo de 2020 tenía una población de 59 habitantes y una densidad poblacional de 11,34 habitantes por km². Fue incluido como CDP en el censo de 2020.

## Geografía
Connerville se encuentra ubicado en las coordenadas 34°15′49″N 96°25′10″O / 34.26361, -96.41944. Según la Oficina del Censo de los Estados Unidos,  tiene una superficie total de 5,20 km², de la cual 5,19 km² corresponden a tierra firme y 0,01 km² a agua.